# Bang Bang (My Baby Shot Me Down)
A Bang Bang (My Baby Shot Me Down) Cher amerikai énekesnő-színésznő második kislemeze a The Sonny Side of Chér című második nagylemezéről. Az akkori férje, Sonny Bono által írt dal 1966-ban jelent meg, és harmadik helyezést ért el a brit kislemezlistán, továbbá második volt a legjobb pozíciója az amerikai Billboard Hot 100-on, amivel Cher egyik legnagyobb példányszámot elért kislemeze lett az 1960-as években.
1987-ben egy rock változatot is felvett a dalból az 1987-es Cher című platinalemez minősítést elért albumára. A Jon Bon Jovi, Richie Sambora és Desmond Child produceri munkájával készült verzióban többek közt Jon Bon Jovi és Michael Bolton háttérvokálozott, és 1988-ban promóciós kislemezként jelent meg. A dal ezen változatát adta el a Heart of Stone Tour és a Living Proof: The Farewell Tour című koncertsorozatain, továbbá hangszeres változatban csendült fel a Dressed to Kill Tour (2014), a Classic Cher (2017–2020) és a Here We Go Again Tour (2018–2020) elnevezésű turnéjain.

## A kislemez dalai és formátumai
- 1966 amerikai és európai 7"-es kislemez

1. Bang Bang (My Baby Shot Me Down) – 2:40
2. Our Day Will Come – 2:28

- 1987 francia 7"-es kislemez

1. Bang-Bang – 3:51
2. I Found Someone – 3:42

- 1993 francia CD kislemez

1. Bang-Bang – 3:54
2. Whenever You’re Near – 4:05

## Slágerlistás helyezések
| Lista (1966)                           | Legjobb helyezés |
| -------------------------------------- | ---------------- |
| Ausztrália (Kent Music Report)         | 11               |
| Ausztria (Ö3 Austria Top 40)           | 6                |
| Belgium (Ultratop 50 Flanders)         | 9                |
| Belgium (Ultratop 50 Wallonia)         | 22               |
| Kanada Top Singles (RPM)               | 4                |
| Németország (Media Control Charts)     | 17               |
| Írország (IRMA)                        | 3                |
| Olaszország                            | 2                |
| Japán                                  | 5                |
| Hollandia (Single Top 100)             | 16               |
| Új-Zéland (Recorded Music NZ)          | 2                |
| Új-Zéland (Listener)                   | 2                |
| Norvégia                               | 4                |
| Dél-Afrika (Springbok Radio SA Top 20) | 10               |
| Egyesült Királyság (UK Singles Chart)  | 3                |
| US Billboard Hot 100                   | 2                |

| Lista (1966)                                 | Helyezés |
| -------------------------------------------- | -------- |
| Ausztrália                                   | 89       |
| Németország                                  | 114      |
| Egyesült Királyság (Official Charts Company) | 53       |
| US Billboard Hot 100                         | 60       |
| US Cash Box                                  | 46       |

## Feldolgozások

### Nancy Sinatra változata
Nancy Sinatra vette fel a dal egyik legismertebb változatát, amely a How Does That Grab You? című 1966-os albumán jelent meg. Verzióját a tremolo gitárjáték jellemzi, melyet Billy Strange adott elő. Későbbi népszerűségét részben annak köszönheti, hogy felcsendül a 2003-as Kill Bill 1. című Quentin Tarantino filmben is. Tarantino a dalszöveget szó szerinti, véres változatban interpretálja. Sinatra változatát használták fel a BBC csatorna 2005-ös wimbledoni tenisztornájának közvetítésekor, de számos hip-hop előadó is felhasználta a dalt, köztük Audio Bullys Shot You Down című száma a harmadik helyig jutott a brit kislemezlistán.

### Dalida változata
A dal Olaszországban is nagy népszerűségnek örvendett 1966-ban, mikor feldolgozta Dalida francia énekesnő. Változata két hónapig szerepelt az olasz kislemezlista első helyén, és aranylemez minősítést ért el. Feldolgozását követően, mely az 1967-es Piccolo Ragazzo című albumára is felkerült, számos olasz előadó, köztük Mina, az Equipe 84 és az I Corvi is elkészítette saját verzióját a dalból. Dalida változata a 2010-es Képzelt szerelmek című film betétdalaként is szolgált.

### Lady Gaga változata

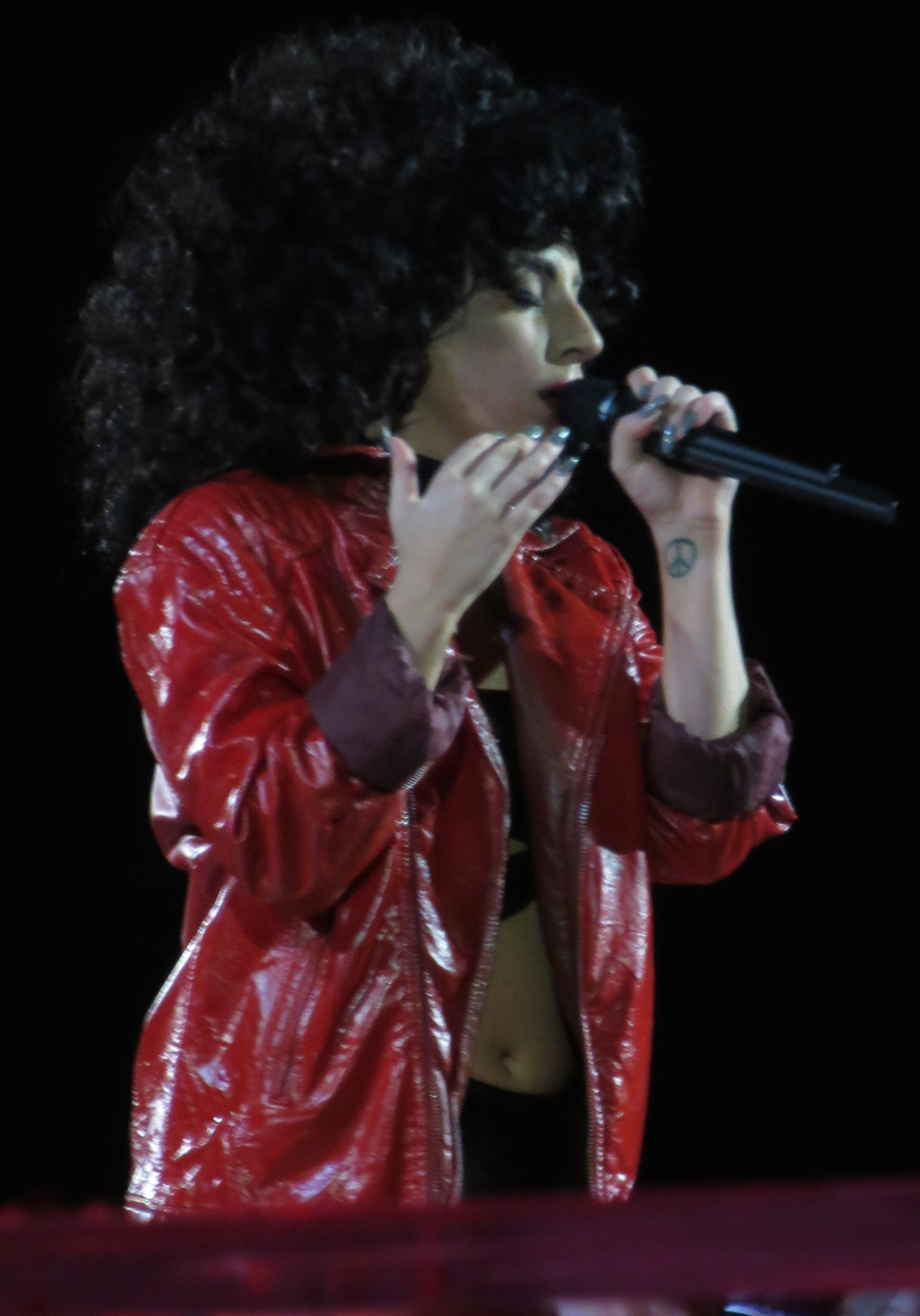
Lady Gaga a Bang Bang (My Baby Shot Me Down) előadása közben az ArtRave: The Artpop Ball turnéján.

Lady Gaga 2014 júliusában adta elő a Bang Bang (My Baby Shot Me Down)-t a Jazz at Lincoln Centerben adott koncertjén, melyet a Tony Bennett and Lady Gaga: Cheek to Cheek Live! című televíziós műsorban mutattak be. Egy piros bőr overálban és Cher inspirálta nagy fekete göndör hajjal lépett színpadra. Az előadásról készült felvétel bónusz dalként jelent meg az iTuneson illetve az Apple Musicon a Tony Bennett-tel közös Cheek to Cheek című első közös albumukon.
Gaga változata a Bang Bangből az első helyen debütált a Billboard Jazz Digital Songs elnevezésű kislemezeladási listáján. Az énekesnő később többször is előadta a dalt, így a 2014-es ArtRave: The Artpop Ballon, a 2014–2015-ös Cheek to Cheek Touron, továbbá a Lady Gaga Enigma + Jazz & Piano című 2018–2022-es Las Vegas-i rezidencia koncertsorozatán.

### Egyéb feldolgozások
Frank Sinatra 1981-es She Shot Me Down című lemezére dolgozta fel a dalt. A Vanilla Fudge amerikai rockegyüttes 1967-ben mutatta be saját változatát a dalból, amely az együttesről elnevezett lemezen jelent meg. A Coil 2002 októberében Bécsben dolgozta fel a dalt. Terry Reid verziója az 1968-as Bang Bang, You're Terry Reid című albumán került kiadásra.

## Fordítás
- Ez a szócikk részben vagy egészben  a   Bang Bang (My Baby Shot Me Down) című angol Wikipédia-szócikk fordításán alapul.  Az eredeti cikk szerkesztőit annak laptörténete sorolja fel. Ez a jelzés csupán a megfogalmazás eredetét és a szerzői jogokat jelzi, nem szolgál a cikkben szereplő információk forrásmegjelöléseként.